# Yo La Tengo
Yo La Tengo američki je alternativni rock sastav osnovan 1984. godine u Hobokenu u saveznoj državi New Jersey. Postava je nepromijenjena još od 1992. godine, a sastoji se od bračnog para Ire Kaplana (gitara, vokal) i Georgije Hubley (bubnjevi, vokal) te Jamesa McNewa (bas, vokal). Usprkos nedostatku značajnijeg komercijalnog uspjeha, uradci ovog sastava već poslovično prolaze izvrsno kod kritike, ali i odanog slušateljstva. Repertoar Yo La Tengo trenutačno se sastoji od po dvanaest studijskih albuma i EP-ova.

## Podrijetlo imena
Ira Kaplan i Georgia Hubley odlučili su sastavu nadjenuti ime koje nije na engleskom jeziku. Izbor je pao na Yo La Tengo (španjolski: „Imam je!“) čuvši za anegdotu koja se odvijala 1962. na bejzbolskim terenima SAD-a. Igrači New York Metsa Richie Ashburn i Elio Chacón sudarili su se već treći put u sezoni hvatajući visoku loptu nakon što Ashburn ne bi razumio Chaconóv uzvik: „¡Yo la tengo!“. Poslije te nezgode dogovoreno je da će se ubuduće zbog Chacóna, koji nije pričao engleski, umjesto „I got it!“ vikati „¡(Yo) la tengo!“. Nekoliko utakmica kasnije Ashburn je, hvatajući ponovno visoku loptu, uspješno upozorio Chacóna da se ne približava, ali zato se sudario s drugim suigračem, Frankom Thomasom, koji nije pričao ni riječ španjolskog niti je sudjelovao treningu na kojem je dogovorena upotreba „¡Yo la tengo!“. Podižući se polagano na noge, Thomas je priupitao Ashburna: „Što li je to Yellow Tango?“.

## Povijest sastava
Ploča Ride the Tiger označila je, prema riječima glazbenog kritičara Marka Deminga, još 1986. godine sastav s velikim mogućnostima za uspješnu karijeru. Iduće uspješno ostvarenje bio je album President Yo La Tengo iz 1989.; ugledni kritičar Robert Christgau ocijenio je album s A- stavivši naglasak na „tajnoviti riff“ prve pjesme i općenitu poetičnost koja prožima čitav album. Do kraja 1992. i posljednje promjene sastava, Yo La Tengo izdaje još dva albuma, Fakebook i May I Sing With Me. Godinu kasnije potpisuju za Matador Records, što se pokazalo izvrsnim potezom zbog plodne suradnje (koja traje i danas) s producentom Rogerom Moutenotom.

### Rad pod diskografskom kućom Matador Records
Albumi Painful, Electr-O-Pura i I Can Hear the Heart Beating As One donijeli su sastavu još bolje kritike i širu potporu slušateljstva. Eksperimenti na gitari dovedeni su do savršenstva, a posljednji od navedenih uradaka, iz 1997. godine, opisan je kao „vjerojatno najpotpuniji i najkoherentniji“ album Yo La Tengo. Uz pregršt autorskih pjesama, na albumima sastava nađu se i poneke obrade raznih pjesama drugih glazbenika. Izdanje iz 1998., Strange But True (Yo La Tengo & Jad Fair), donijelo je negativniju reakciju kritike, no već iduće godine albumom And Then Nothing Turned Itself Inside-Out Yo La Tengo dolazi do izvrsnih ocjena. Početkom stoljeća sastav počinje sa stvaranjem filmske glazbe („soundtrackova“) i obrađivanjem raznih klasika. Posljednji album, Popular Songs, donio im je 58. mjesto Billboardove ljestvice, najbolji plasman u četvrt stoljeća Yo La Tengo.

## Studijski albumi
- Ride the Tiger (1986.)
- New Wave Hot Dogs (1987.)
- President Yo La Tengo (1989.)
- Fakebook (1990.)
- May I Sing with Me (1992.)
- Painful (1993.)
- Electr-O-Pura (1995.)
- I Can Hear the Heart Beating as One (1997.)
- And Then Nothing Turned Itself Inside-Out (2000.)
- Summer Sun (2003.)
- I Am Not Afraid of You and I Will Beat Your Ass (2006.)
- Popular Songs (2009.)
- Fade (2013.)
- Stuff Like That There (2015.)
- There's a Riot Going On (2018.)
- We Have Amnesia Sometimes (2020.)

## Vanjske poveznice
- Službene stranice sastava
- Yo La Tengo na last.fm-u